# Zlatá hokejka
Zlatá hokejka (auf Deutsch: goldener Hockeyschläger) ist eine Auszeichnung, die seit der Saison 1968/69 alljährlich in der Tschechoslowakei und (nachdem das Land in zwei separate Staaten aufgeteilt wurde) seit 1993 in Tschechien an den herausragenden tschechischen Eishockeyspieler vergeben wird.

## Rekordpreisträger
Jaromír Jágr gewann die Auszeichnung zwischen 1995 und 2016 insgesamt zwölf Mal, gefolgt von Dominik Hašek und David Pastrňák, die den Golden Stick fünf Mal gewannen.
| Anzahl | Name              | Jahre                                                                  |
| ------ | ----------------- | ---------------------------------------------------------------------- |
| 12     | Jaromír Jágr      | 1995, 1996, 1999, 2000, 2002, 2005, 2006, 2007, 2008, 2011, 2014, 2016 |
| 5      | Dominik Hašek     | 1987, 1989, 1990, 1997, 1998                                           |
| 5      | David Pastrňák    | 2017, 2018, 2019, 2020, 2021                                           |
| 4      | Vladimír Martinec | 1973, 1975, 1976, 1979                                                 |
| 3      | Milan Nový        | 1977, 1981, 1982                                                       |

## Tschechoslowakische Preisträger
- 1969 Jan Suchý (Dukla Jihlava)
- 1970 Jan Suchý (Jihlava)
- 1971 František Pospíšil (Poldi Kladno)
- 1972 František Pospišil (Poldi Kladno)
- 1973 Vladimír Martinec (HC Pardubice)
- 1974 Jiří Holeček (HC Sparta Prag)
- 1975 Vladimír Martinec (HC Pardubice)
- 1976 Vladimír Martinec (HC Pardubice)
- 1977 Milan Nový (HC Kladno)
- 1978 Ivan Hlinka (HC Litvínov)
- 1979 Vladimír Martinec (HC Pardubice)
- 1980 Peter Šťastný (Slovan Bratislava)
- 1981 Milan Nový (HC Kladno)
- 1982 Milan Nový (HC Kladno)
- 1983 Vincent Lukáč (HC Košice)
- 1984 Igor Liba (Dukla Jihlava)
- 1985 Jiří Králík (HC Gottwaldov)
- 1986 Vladimír Růžička (Litvinov)
- 1987 Dominik Hašek (HC Pardubice)
- 1988 Vladimír Růžička (Dukla Trenčín)
- 1989 Dominik Hašek (HC Pardubice)
- 1990 Dominik Hašek (Dukla Jihlava)
- 1991 Bedřich Ščerban (Dukla Jihlava)
- 1992 Róbert Švehla (Dukla Trenčin)
- 1993 Miloš Holaň (HC Vítkovice)

## Tschechische Preisträger
- 1994 Roman Turek (HC České Budějovice)
- 1995 Jaromír Jágr (Pittsburgh Penguins)
- 1996 Jaromír Jágr (Pittsburgh Penguins)
- 1997 Dominik Hašek (Buffalo Sabres)
- 1998 Dominik Hašek (Buffalo Sabres)
- 1999 Jaromír Jágr (Pittsburgh Penguins)
- 2000 Jaromír Jágr (Pittsburgh Penguins)
- 2001 Jiří Dopita (Slovnaft Vsetín)
- 2002 Jaromír Jágr (Washington Capitals)
- 2003 Milan Hejduk (Colorado Avalanche)
- 2004 Robert Lang (Detroit Red Wings)
- 2005 Jaromír Jágr (HC Kladno/HK Awangard Omsk)
- 2006 Jaromír Jágr (New York Rangers)
- 2007 Jaromír Jágr (New York Rangers)
- 2008 Jaromír Jágr (New York Rangers)
- 2009 Patrik Eliáš (New Jersey Devils)
- 2010 Tomáš Vokoun (Florida Panthers)
- 2011 Jaromír Jágr (HK Awangard Omsk)
- 2012 Patrik Eliáš (New Jersey Devils)
- 2013 David Krejčí (Boston Bruins)
- 2014 Jaromír Jágr (New Jersey Devils)
- 2015 Jakub Voráček (Philadelphia Flyers)
- 2016 Jaromír Jágr (Florida Panthers)
- 2017 David Pastrňák (Boston Bruins)
- 2018 David Pastrňák (Boston Bruins)
- 2019 David Pastrňák (Boston Bruins)
- 2020 David Pastrňák (Boston Bruins)
- 2021 David Pastrňák (Boston Bruins)